# Яворівська сільська рада (Долинський район)
| Яворівська сільська рада — орган місцевого самоврядування у Долинському районі Івано-Франківської області з адміністративним центром у с. Яворів. Утворена 15 липня 1993 року. Водоймища на території, підпорядкованій даній раді: річка Саджава. Сільській раді підпорядковані населені пункти: - с. Яворів |

## Склад ради
Рада складається з 16 депутатів та голови.

### Керівний склад ради
| ПІБ                       | Основні відомості                                                                                  | Дата обрання | Дата звільнення |
| ------------------------- | -------------------------------------------------------------------------------------------------- | ------------ | --------------- |
| Питлик Зеновій Михайлович | Сільський голова, 1958 року народження, освіта, безпартійний                                       | 26.03.2006   | 31.10.2010      |
| Питлик Зеновій Михайлович | Сільський голова, 1958 року народження, освіта вища, член Всеукраїнського об'єднання 'Батьківщина' | 31.10.2010   |                 |

Примітка: таблиця складена за даними джерела